# Mount Whitney
Mount Whitney är ett berg i bergskedjan Sierra Nevada i Kalifornien i USA. Berget ligger i centrala delen av delstaten, och är med 4 421 meters höjd den högsta bergstoppen i USA:s "lower 48 states", dvs utanför Alaska och Hawaii. Det har namn efter den amerikanske geologen Josiah Whitney (1819–1896).

### Fotnoter
1. ↑  Erik Bergin (6 april 2011). ”Snöchock i Kalifornien guldläge för vintersporten”. Svenska Dagbladet. http://www.svd.se/snochock-i-kalifornien-guldlage-for-vintersporten. Läst 30 januari 2016.